# Lourdes Ortiz
Lourdes Ortiz Sánchez (Madrid, 24 de marzo de 1943) es una escritora, dramaturga, novelista, ensayista y traductora española.

## Biografía
Pasó su infancia estudiando en un convento de monjas. A los trece años sus padres se separaron y, mientras su padre se instala en París, Lourdes se quedó con su madre en Madrid. Con diecinueve años se casó con el poeta Jesús Munárriz, de quien tuvo un hijo. Se licenció en Geografía e Historia en la Complutense y trabajó como profesora de Historia y de Sociología del Arte en la UNED y en la Facultad de Periodismo de Madrid. Desde 1976 es catedrática de Teoría e Historia del Arte en la Real Escuela Superior de Arte Dramático de Madrid, que también dirigió (1991-1993). Junto a su marido, ingresó en el clandestino PCE en 1962, pero lo abandonó tras la invasión de Praga por los soviéticos en 1968. En 1973 se separó de Jesús Munárriz, del que se divorció posteriormente. Después mantuvo una larga relación con el filósofo Fernando Savater, y en los ochenta con el actor y escritor Daniel Sarasola. En 1989 ingresó como independiente en el grupo Izquierda Unida del que salió definitivamente nueve meses más tarde, abandonando así desde entonces la política activa. Ha colaborado en periódicos como El País, El Mundo, Diario 16 y en diversas revistas y publicaciones. También ha participado a menudo en tertulias de radio y televisión. Ha escrito teatro, novela (algunas de género histórico, policiaco y metaficcional), ensayo y relato.
Los temas más frecuentes en su obra tienen que ver con el feminismo, el poder, las relaciones humanas y, aunque muy atenta a la actualidad, recurre con frecuencia a mitos clásicos o a la historia. En 1995 fue finalista del premio Planeta con la novela La fuente de la vida. Ha traducido del francés a autores como Sade, Flaubert, Tournier, etc.
Acerca de la situación general de los escritores en España, la autora afirmó en una entrevista: «El enfoque es distinto si en vez de escribir hoy hablamos de publicar hoy. En muy pocos años el mercado editorial se ha hecho muy extraño, y gran cantidad de escritores se encuentran con la dificultad de escribir con el rigor y la seriedad con que siempre se lo han planteado, porque para muchas editoriales lo que hacen no es comercial entre comillas. Los autores jóvenes a menudo no encuentran el camino ya que las editoriales están muy mediatizadas por intereses comerciales que han depauperado el mercado. En todo caso, el que es un gran escritor, seguirá estando ahí».

## Obras

### Teatro
- Las murallas de Jericó (1980), finalista del Premio Aguilar de Teatro de 1978.
- Penteo (1982)
- Fedra (1983)
- Cenicienta (1986)
- Yudita (1986)
- Electra-Babel (1991)
- El cascabel al gato (1994)
- El local de Bernardeta A (1994, parodia de La casa de Bernarda Alba, de Federico García Lorca)
- Dido en los infiernos (1996)
- La guarida (1999). Ganadora del I premio "El Espectáculo teatral".
- Rey loco (1999)
- Olivia y Macedonia, 1995, inédita.
- Palabra de mujer: Madre amantísima, Dido en los infiernos, Carmen. Ediciones Antígona, Madrid, 2021. ISBN: 978-84- 18119-37-8

### Novela
- Ojos de gato. Ediciones Irreverentes, Madrid, 2011. ISBN 13: 978-84-96959-85-9
- Las manos de Velázquez, 2006
- Cara de niño, 2002.
- La liberta. Una mirada insólita sobre Pablo y Nerón, 1999.
- La fuente de la vida, 1995, finalista del premio Planeta de ese año.
- Antes de la batalla, 1992.
- Arcángeles, 1986.
- Urraca, 1982.
- En días como éstos, 1981 (reeditada en 2015)
- Picadura mortal, 1979.
- Luz de la memoria, 1976.
- Andrés García, de 19 años de edad, 1969 (Publicada en 2021). ISBN: 978-84-124407-1-3

### Ensayo
- El sueño de la pasión (Los cambios en la concepción y la expresión de la pasión amorosa a través de los grandes textos literarios de la tradición occidental. Desde la Antigüedad hasta el siglo XIX), 1997.
- Camas, un ensayo irreverente, 1989.
- Conocer Rimbaud y su obra, 1979.
- Comunicación crítica, 1977.
- Larra; escritos políticos, 1967.

### Relatos
- La caja que no pudo ser (1981)
- Los motivos de Circe (1988)
- Fátima de los naufragios (1998)
- Ojos de gato (2011)